# Верховный меджлис Нахичеванской Автономной Республики
Верховный меджлис Нахичеванской Автономной Республики (азерб. Naxçıvan Muxtar Respublikasının Ali Məclisi) — орган государственной власти, осуществляющий законодательную власть в Нахичеванской Автономной Республике.

## История
30 сентября 1990 года были проведены выборы в Верховный совет Азербайджанской ССР и Верховный совет Нахичеванской АССР.
17 ноября 1990 года на первой сессии нового созыва Верховного совета Нахичеванской АССР принятым решением из названия Нахичеванской АССР были убраны слова «Советской Социалистической». Верховный совет Нахичеванской АССР был переименован в Верховный меджлис Нахичеванской АР.
На этой же сессии был принят закон о государственных символах Нахичеванской АР.
11 января 1991 года Верховный меджлис Нахичеванской АР выступил с заявлением к странам-участникам Московского и Карсского договоров о проявлении их позиции к агрессии Армении по отношению к Нахичеванской АР.
3 сентября 1991 года Гейдар Алиев был избран председателем Верховного меджлиса Нахичеванской АР.
7 сентября 1991 года был сформирован Нахичеванский государственный комитет обороны.
26  октября 1991 года Верховный меджлис принял закон «О статусе военных частей, расположенных на территории Нахичеванской АР».
28 апреля 1998 года на сессии Верховного меджлиса принята Конституция Нахичеванской Автономной Республики. Конституция стала четвёртой конституцией Нахичевани. Согласно данной Конституции, Верховный меджлис Нахичеванской АР состоит из 45 депутатов, избираемых на 5 лет.

## Общие сведения
Верховный меджлис в рамках своих полномочий самостоятельно решает вопросы. В течение года меджлис собирается на две очередные сессии.
С 1995 по 2023 год меджлис собирался ежегодно на две сессии в год.
1 августа 2023 года принято новое Положение о Верховном меджлисе. Согласно данном положению, меджлис собирается ежегодно на весеннюю и осеннюю сессии. Весенняя сессия продолжается с 1 февраля по 31 мая. Осенняя сессия продолжается с 30 сентября по 30 декабря.
По инициативе председателя меджлиса или на основе требования не менее 16 депутатов меджлиса Президентом Азербайджана и Национальным собранием Азербайджана созываются внеочередные сессии Верховного собрания Нахичеванской АР.
Меджлис распускается ежегодно на каникулы с 1 по 15 января и с 15 июля по 30 августа.
Верховный меджлис избирает своего председателя.
Официальным печатным органом меджлиса является газета «Шарг гапысы».

## Созывы
| №         | Период    | Количество депутатов |
| --------- | --------- | -------------------- |
| I созыв   | 1995—2000 | 45                   |
| II созыв  | 2000—2005 | 45                   |
| III созыв | 2005—2010 | 45                   |
| IV созыв  | 2010—2015 | 45                   |
| V созыв   | 2015—2020 | 45                   |
| VI созыв  | 2020—2025 | 45                   |
| VII созыв | 2025—2030 | 45                   |

## Состав
Верховный меджлис состоит из депутатов, председателя меджлиса, двух его заместителей, аппарата меджлиса, комитетов, комиссий.
Количественный состав Верховного меджлиса Нахичеванской АР равен 45 депутатам.  Избирательная система, на основе которой избираются депутаты в Верховный меджлис, является мажоритарной. Избирательный процесс происходит путем свободного, личного и тайного голосования на основе равных, всеобщих и прямых выборов. Срок полномочий каждого созыва меджлиса составляет 5 лет. Соответственно, срок полномочий депутатов ограничивается сроком созыва.
В составе меджлиса действуют 4 комитета:
- комитет по правовой политике
- комитет по экономической политике
- комитет по социальной политике
- комитет по гуманитарной политике

Действуют дисциплинарная и счётная комиссии.
В Аппарат меджлиса входят:
- Отдел законодательства и правовых вопросов
- Отдел по экономическим вопросам
- Отдел гуманитарной политики
- Отдел по работе с депутатами, комитетами и комиссиями
- Отдел по работе с документами и обращениями населения
- Сектор бюджетного контроля
- Сектор приёма граждан
- Сектор прессы и по связям с общественностью
- Сектор протокола

## Выборы
Выборы в Верховный меджлис Нахичеванской АР проводятся в первое воскресенье ноября через каждые 5 лет. Результаты выборов утверждаются Верховным судом Нахичеванской Автономной Республики.
В случае выбывания депутата по какой-либо причине, проводятся выборы новых депутатов. Срок полномочий нового депутата ограничивается оставшимся сроком полномочий выбывшего депутата. Если до завершения срока полномочий созыва меджлиса осталось меньше 120 дней, выборы взамен выбывших депутатов не проводятся.

#### Требования к кандидатам
- имеющий постоянное жительство на территории Нахичеванской АР;
- имеющий возраст старше 25 лет;
- не имеющий двойное гражданство;
- не имеющий обязанности перед другими государствами;
- не работающий в системе исполнительной или судебной власти;
- не занимающийся другой оплачиваемой деятельностью (за исключением научной, педагогической и творческой);
- не являющийся религиозным деятелем;
- не являющийся недееспособным;
- не осуждённый за тяжкое преступление;
- не отбывающий наказание в местах лишения свободы по приговору суда[3]

## Полномочия
Согласно ст. 24 Конституции Нахичеванской Автономной Республики Верховное собрание Нахичеванской Автономной Республики устанавливает следующие общие правила:
- выборы депутатов в Верховное собрание;
- статус депутатов Верховного собрания;
- статус омбудсмена Нахичеванской АР;
- в рамках налоговой политики АР, налоги;
- направления экономической сферы Нахичеванской АР;
- социальное обеспечение;
- охрана окружающей среды;
- туризм и культура;
- здравоохранение;
- наука и образование.

Согласно ст. 25 Конституции Нахичеванской Автономной Республики Верховное собрание Нахичеванской Автономной Республики решает следующие вопросы:
- организация деятельности собрания;
- утверждение бюджета Нахичеванской АР;
- утверждение программ в экономической и социальной сферах Нахичеванской АР;
- назначение на должность премьер-министра Нахичеванской АР;
- освобождение от должности премьер-министра Нахичеванской АР;
- утверждение состава Кабинета министров Нахичеванской АР;
- избрание омбудсмена Нахичеванской АР.

Правом законодательной инициативы в Верховном меджлисе обладают депутаты меджлиса, премьер-министр НАР, Верховный суд, Генеральный прокурор.
Верховный меджлис согласно ст. 96 Конституции Азербайджана обладает правом законодательной инициативы в парламенте Азербайджана.

## Деятельность
28 июня были назначены выборы в Верховный меджлис НАР. Выборы пройдут 1 сентября 2024 года, одновременно с выборами в VII созыв парламента Азербайджана.

## Председатели
| Председатель Верховного Меджлиса | Председатель Верховного Меджлиса | Председатель Верховного Меджлиса | Председатель Верховного Меджлиса | Председатель Верховного Меджлиса | Председатель Верховного Меджлиса     |
| Ряд                              | имя                              | Дата начала                      | Дата окончания                   | Партия                           | Партия                               |
| -------------------------------- | -------------------------------- | -------------------------------- | -------------------------------- | -------------------------------- | ------------------------------------ |
| 1                                | Афияддин Джалилов                | 17 ноября 1990 г.                | Апрель 1991 г.                   |                                  | Коммунистическая партия Азербайджана |
| 2                                | Акбар Алиев                      | Апрель 1991 г.                   | Сентябрь 1991 г.                 |                                  | Коммунистическая партия Азербайджана |
| 3                                | Гейдар Алиев                     | 5 сентября 1991 г.               | 23 июня 1993 г.                  |                                  | Нейтральный                          |
| 3                                | Гейдар Алиев                     | 5 сентября 1991 г.               | 23 июня 1993 г.                  | Партия Новый Азербайджан         |                                      |
| 4                                | Рашид Гасанов                    | 3 июля 1993 г.                   | 4 апреля 1994 г.                 |                                  | Партия Новый Азербайджан             |
| 5                                | Намиг Гасанов                    | 4 апреля 1994 г.                 | 16 декабря 1995 г.               |                                  | Партия Новый Азербайджан             |
| 6                                | Васиф Талыбов                    | 16 декабря 1995 г.               | 21 декабря 2022 г.               |                                  | Партия Новый Азербайджан             |
| 7                                | Азер Зейналов                    | 21 декабря 2022 г.               | 5 октября 2023 г.                |                                  | Партия Новый Азербайджан             |
| 8                                | Анар Ибрагимов                   | 5 октября 2023 г.                | 26 сентября 2024 г.              |                                  | Партия Новый Азербайджан             |
| 9                                | Бахтияр Мамедов                  | 26 сентября 2024 г.              |                                  |                                  | Партия Новый Азербайджан             |